# João Franco Barreto
João Franco Barreto (Lisboa, 1600-1674) fue un polifacético escritor portugués. 

## Biografía
Fue el secretario de embajada que, en 1641, Juan IV de Portugal envió a París, para recabar el apoyo y reconocimiento de Luis XIII de Francia.  De este viaje, aunque no propiamente de las negociaciones entre ambas partes, dejó un pormenorizado relato, (manuscrito 1275 A de la Biblioteca da Academia das Ciências de Lisboa). Es autor de otros varios trabajos de carácter lingüístico, religioso e historiográfico. Tradujo a Virgilio y a Horacio. Tras contraer matrimonio, y tener hijos, enviudó, y se ordenó sacerdote, siendo párroco de Redondo y Barreiro.

## Obras principales
- Relaçam da viagem que a França fizeram Francisco de Mello, Monteiro-mor do Reyno, & o Doutor Antonio Coelho de Carvalho [...], Lisboa, 1642.
- Eneida portugueza, Lisboa, 1644, reeditada en 1763. Es una traducción de la epopeya de Virgilio, con un glosario con todos los nombres propios y fábulas del poema.
- Micrologia em a qual se explicam todos os nomes próprios dos "Lusiadas".
- Ortografia da lingua portuguesa, 1671, que junto a observaciones de carácter gramatical, añade distintas clases de pronunciaciones regionales.
- Biblioteca Lusitana.